# Paradoxe de l'abondance
 (février 2007).
Améliorez-le ou discutez des points à vérifier. 
 (septembre 2011).
Si vous disposez d'ouvrages ou d'articles de référence ou si vous connaissez des sites web de qualité traitant du thème abordé ici, merci de compléter l'article en donnant les références utiles à sa vérifiabilité et en les liant à la section « Notes et références ».
En psychologie, le paradoxe de l'abondance est l'observation que la disponibilité en quantité non limitée d'une satisfaction précédemment rare finit, après une période d'excitation, voire de frénésie initiale, par engendrer une sorte de lassitude qui conduit à la passivité. Le paradoxe provient du fait que ce qui est devenu facile d'accès se retrouve à terme moins utilisé que lorsque l'accès en était difficile.
Le phénomène est constaté avec le mariage à toutes les époques sur la planète — sujet de plaisanteries chez les humoristes de tous les pays —, mais le monde occidental l'observe de façon plus vaste dans le troisième tiers du XXe siècle parallèlement à la révolution sexuelle et à l'établissement de la société de consommation.
Sans lui donner ce nom, Montaigne en fait ce résumé : « Il en va ainsi par tout : la difficulté donne prix aux choses ».
Les publicitaires dénoncent le danger qu'ils nomment l'hyperchoix : placé face à une offre trop abondante de produits divers, rapidement obsolètes ou démodés, le consommateur finit par refuser de choisir, accordant plus d'importance aux possibilités dont le choix va le priver qu'à ce que celui-ci va lui donner.

## Mécanisme
Les diététiciens le résument par l'aphorisme « L'interdit crée l'envie ». Pour cette raison, tout régime que l'on veut pouvoir maintenir indéfiniment doit comporter à intervalles réguliers (par exemple, un jour par semaine) un jour de contrôle moins strict de son alimentation. 
L'expression « l'attrait du fruit défendu » est également passée dans le langage courant en France. En italien, on dit « Quel dommage que boire un verre d'eau ne soit pas un péché. Il en serait tellement plus désaltérant ! ».
Boris Vian fait dire de même à l'un des personnages de L'automne à Pékin : « Du moment que je suis vivant et que je ne désire plus rien, je n'ai plus besoin d'être intelligent ».

## Autres manifestations
- La pièce de Peter Brook Les Iks mentionne le cas de ces sociétés que l'on a cherché à faire passer du stade paléolithique (dit aussi du chasseur-cueilleur) au stade néolithique (dit de l'agriculteur-éleveur) en moins de deux générations, et que le choc culturel associé à l'abondance a déstructuré, puis anéanti.
- Les abonnés du service de location de films Netflix ont constaté à leurs dépens en 2006 le paradoxe de l'abondance : alors qu'ils étaient libres de commander des DVD de films à volonté en renvoyant les précédents, ils ont eux aussi statistiquement cessé de le faire après une période d'enthousiasme du début. Le fait a été jugé suffisamment alarmant pour que le très sérieux Wall Street Journal lui consacre un article[2].
- Selon Siva Vaidhyanathan, professeur de culture et de communication à l'université de New York,  « lorsque n'existe aucune pression à agir dans l'urgence, les abonnés abaissent la priorité de l'opération », et au bout du compte aucune action n'a lieu. C'est pour cela que les réductions ont des durées limitées.
- La société chinoise du XVIIIe siècle estimait avoir atteint un degré de perfection qui la dispensait de chercher des améliorations techniques.[réf. nécessaire]
- De la même manière, la surabondance initiale des découvertes de nouveaux gisements énergétiques, en particulier pétrolier et gazier finit par décourager toute tentative de progrès dans le développement des énergies renouvelables, de moteurs et de moyens de transports plus économes ainsi que de systèmes d'exploitation des ressources plus équilibrés, dits aussi de développement durable.

## Divers
Le pape Jean-Paul II a lui-même cité le paradoxe de l'abondance, dans une interprétation légèrement différente, en mentionnant que l'Occident désormais bien nourri pour l'essentiel en vient à sous-estimer, pour cette même raison, la gravité de la sous-nutrition qui touchait, en 2000, un septième de la planète (contre, il est vrai, deux tiers en 1950). Là encore, l'abondance a engendré la passivité.

## Utilisations inverses
On peut, afin de renverser à son profit le paradoxe de l'abondance, se créer de toutes pièces des contraintes afin de stimuler son inventivité.
Un cas évident est celui de la poésie, où des règles de versification contraignantes obligent le poète à effectuer un effort de recherche de ses mots. Des contraintes différentes (lipogrammes, par exemple) ont été utilisées par Georges Perec, de l'Oulipo. 
L'art peut s'aider de contraintes inventées afin de stimuler, par la difficulté ainsi créée, l'inventivité. Ainsi la restriction à des gammes préétablies (majeure, mineure, gamme par tons de Debussy). Le respect d'un style impose lui aussi des contraintes parfois fructueuses en ameublement, architecture ou art cinématographique (Nouvelle Vague, Dogme95...).
Selon la légende, Antoine Parmentier aurait fait garder un champ de pommes de terre aux sablons le jour, mais pas la nuit. La garde du champ augmente la valeur aux yeux des parisiens, et la nuit, les vols sont aisés. En réalité, le champ était gardé car il s'agissait d'un terrain de manœuvre militaire.

## Citations
- « Je n'irai pas jusqu'à dire qu'il n'est pas d'action satisfaisante si elle ne coûte, mais il y a une parcelle de vérité dans cette constatation dérangeante » (Paul Valéry, Variété III)
- « Du moment que j'ai maintenant tout ce qu'il faut pour subvenir à mes besoins, je n'ai plus besoin d'être intelligent. J'ajoute que j'aurais même dû commencer par là. » (Boris Vian, L'Automne à Pékin)
- « On se bat âprement pour remporter une coupe sportive d'esthétique fort médiocre. Nous la donnerait-on pour rien que nous n'en voudrions pas ». (Alain, Propos sur le bonheur)
- « C'est le temps que tu as perdu pour ta rose qui fait ta rose si importante » (Antoine de Saint-Exupéry, Le Petit Prince)
- « Vincent, tout en marchant, médite; il éprouve que du rassasiement des désirs peut naître, accompagnant la joie et comme s'abritant derrière elle, une sorte de désespoir » (André Gide, Les Faux-monnayeurs)
- « Les gens ne mangeraient pas de caviar s'il était bon marché. » (Groucho Marx)